# 锦赤铁路
锦赤铁路，是位于辽宁省和内蒙古自治区的一条国家I级单线货运铁路。线路起自锦州西港口站，经葫芦岛市、朝阳市至赤峰市赤大白铁路大木头沟站止，正线全长296公里，全线共18个车站，项目总投资113.29亿元，是“北煤南运”的重要通道。锦赤铁路、赤大白铁路和锦州港煤炭码头共同构成了蒙东煤炭出区下海的主要运输通道。

## 历史
2008年3月，国家发展改革委核准新建赤峰至锦州铁路项目，同意中国电力投资集团公司新建赤峰至锦州铁路，该项目正线全长约282公里。
2009年6月，锦赤铁路开工建设。
2011年7月26日，锦赤铁路鹰窝山隧道贯通。
2012年12月13日，新建锦赤铁路赤峰至朝阳北段正式通车。
2016年10月19日，新建锦州至赤峰铁路建成通车。
2021年9月17日，国家电力投资集团内蒙古公司新建赤峰至朝阳至锦州铁路通道扩能工程正式通过竣工验收。